# Deadwind
Deadwind (en finés: Karppi) es una serie de televisión finlandesa de drama criminal y nórdico negro dirigida y creada por por Rike Jokela, protagonizada por Pihla Viitala, Lauri Tilkanen, Jani Volanen y Tommi Korpela. Se estrenó en Finlandia en marzo de 2018 en Yle TV2 y en agosto de 2018 en Netflix. El programa sigue a Sofia Karppi, una detective de la policía finlandesa que recientemente enviuda a sus 30 años con dos hijos. Vuelve al trabajo policial en Helsinki, y su primer caso es el asesinato de Anna Bergdahl, consultora de asuntos sociales.
La temporada 1 recibió fuertes críticas después de transmitirse en Finlandia y fue comparada con el danés The Killing y con el danés-sueco The Bridge. La temporada 2 del programa se estrenó en Yle TV el 5 de abril de 2020 y se agregó a Netflix el 1 de julio de 2020. La temporada 3 del programa se estrenará en Yle TV el 29 de octubre de 2021. Netflix ha anunciado el 29 de octubre de 2022 como fecha de lanzamiento de la tercera temporada. 

## Sinopsis
Sofia Karppi (Pihla Viitala) regresa a su trabajo como detective de homicidios en el Departamento de Policía de Helsinki mientras cuida de dos hijos después de la muerte accidental de su marido. El detective novato Sakari Nurmi (Lauri Tilkanen) es transferido de la unidad de delitos financieros a la unidad de homicidios como compañero de Karppi. Su primer caso comienza como una desaparición rutinaria. 
La ropa de mujer encontrada en un sitio de construcción lleva a los detectives al cuerpo de la consultora de asuntos sociales Anna Bergdahl (Pamela Tola), enterrada con flores en sus manos en una orilla perteneciente a la empresa de investigación de energía eólica Tempo. Anna ha sido asesinada, y su marido, Usko Bergdahl (Jani Volanen) , esta confundido después de enterarse del incidente. Karppi y Nurmi comienzan a investigar los antecedentes de Anna, como su trabajo con la compañía Tempo y su proyecto de construcción crítico. 

## Elenco
- Pihla Viitala como Sofia Karppi
- Lauri Tilkanen como Sakari Nurmi
- Jani Volanen como Usko Bergdahl
- Pamela Tola como Anna Bergdahl
- Eedit Patrakka como Armi Bergdahl
- Elsa Brotherus como Isla Bergdahl
- Tommi Korpela como Alex Hoikkala
- Pirjo Lonka como Julia Hoikkala
- Riku Nieminen como Roope Hoikkala
- Jonna Järnefelt como Linda Hoikkala
- Raimo Grönberg como Tapio Koskimäki
- Mimosa Willamo como Henna Honkasuo
- Noa Tola como Emil Karppi
- Mikko Nousiainen como Jarkko Vaahtera
- Marjaana Maijala como Maria Litma
- Tobias Zilliacus como Rannikko
- August Wittgenstein como Andreas Wolf
- Ville Myllyrinne como JP
- Vera Kiiskinen como Raisa Peltola
- Kari Hietalahti como Louhivuori
- Antti Virmavirta como Lennart
- Ylermi Rajamaa como Kiiski
- Antti Reini como Stig Olander
- Eero Ritala como Leo Rastas
- Jemina Sillanpää como Laura
- Alina Tomnikov como Iiris
- Sulevi Peltola como Tuomas
- Lilga Kovanko como Saara
- Juhani Niemelä como Paavali Pusenius
- Eero Milonoff como Jyränkoski
- Minna Suuronen como Arjatsalo
- Rabbe Smedlund como Fredrik Hoikkala
- Manuela Bosco como Filippa